# Flávio Mendes
Flávio Mendes (Petrópolis, 9 de dezembro de 1970) é um violonista, guitarrista, arranjador e produtor musical brasileiro. Se formou em Arquitetura em 1992 na Universidade de Brasília, cursou a Escola de Música de Brasília e está cursando mestrado em música na UNIRIO. Em 1994 se mudou para o Rio de Janeiro para estudar Arranjo e Harmonia no CIGAM, Centro Ian Guest de Aperfeiçoamento Musical.

## Carreira
Em 1995 entra para o Grupo Vocal Equale como tenor e arranjador, tendo produzido dois álbuns do grupo em parceria com André Protásio. Em 1997 começa a trabalhar no selo Albatroz Discos, de Roberto Menescal e Raymundo Bittencourt. Como produtor e arranjador da gravadora Albatroz, trabalhou com artistas como Zezé Motta, Pery Ribeiro e Clara Moreno. Como guitarrista convidado desde 2001 integra o grupo Bossacucanova, tendo feito diversas turnês e temporadas por todo o mundo.
Como instrumentista (violão, guitarra e teclados) e cantor, gravou em discos de artistas como Roberto Menescal, Oswaldo Montenegro e Danilo Caymmi, entre outros músicos da MPB.
A partir dos anos 2000 começa a se dedicar a trabalhos fora dos estúdios, fazendo a Direção Musical e Arranjos de diversos espetáculos, e o primeiro foi Estrela Tropical (2000), com Marília Pêra, direção de Antônio Negreiros. Em 2004 passa a ser o Maestro e Diretor Musical de Bibi Ferreira assinando também, a partir de 2010, os roteiros dos shows da atriz e cantora.

## Direção Musical e Arranjos de espetáculos
- 2000 - Estrela Tropical, com Marília Pêra
- 2000 - Divina Saudade, com Zezé Motta[5]
- 2002 - E Quero que a Canção Seja Você, com Leny Andrade
- 2003 - De Bolero em Bolero, com Tania Alves
- 2004 - Bibi in Concert III Pop, com Bibi Ferreira
- 2009 - De Bar em Bar, com Roberta Miranda
- 2009 - A Era de Ouro do Rádio, com Tania Alves
- 2010 - A Primavera se Despede, com Zezé Motta
- 2010 - De Pixinguinha a Noel, Passando por Gardel, com Bibi Ferreira
- 2012 - Caymmi / Amado, com Danilo Caymmi e Alice Caymmi
- 2012 - Bibi Histórias e Canções, com Bibi Ferreira e Orquestra[6]
- 2013 - Bibi Canta e Conta Piaf (nova montagem), com Bibi Ferreira e Orquestra
- 2013 - Natal em Família, com Bibi Ferreira, Danilo Caymmi, Leila Pinheiro, Mafalda Minnozzi, Pe. Fábio de Melo, Joyce Cândido, Orquestra e Coral
- 2014 - Bibi Canta o Repertório de Sinatra, com Bibi Ferreira e Orquestra[7]
- 2015 - Alice Caymmi convida Eumir Deodato, com Alice Caymmi e Eumir Deodato (Rock in Rio 2015)[8]
- 2016 - 4X BIBI, com Bibi Ferreira e Orquestra[9]

## Discografia como Produtor
- Danilo Caymmi canta Tom Jobim - Universal Music (2017)[10]
- Alice Caymmi - Kuarup (2012)
- Natal em Família, com Bibi Ferreira e convidados - Biscoito Fino (2012)[11]
- Alvear, de Danilo Caymmi - Biscoito Fino (2011)
- Era no tempo do Rei - Musical com canções inéditas de Carlos Lyra e Aldir Blanc - Tema (2010)
- Com essa cor, de Monique Kessous - Som Livre (2008)
- Um gosto de sol, Equale canta Milton Nascimento - Albatroz (2004)[12]
- Bossa e Boleros, com Tania Alves - Albatroz (2001)
- Vozes, com Cauby Peixoto e Selma Reis (indicado ao prêmio de melhor disco de música popular no ano de 2003) - Albatroz (2003)
- Divina Saudade, com Zezé Motta - Albatroz (2000)[13]
- Estrela Tropical, com Marília Pêra - Albatroz (2000)

## Trilhas para Teatro
- “Nada Será Como Antes”, texto de Cláudio Simões, direção de Marcelo Flores, com Lucci Ferreira, Emanuelle Araújo, Marcelo Flores e elenco, dentre outros. (2006)
- “A Presença de Guedes”, direção de Irene Ravache, texto de Miguel Paiva, com Ângela Vieira, Othon Bastos e elenco (2004)[14]
- “Only You”, direção de Bibi Ferreira, texto de Consuelo de Castro, com Gracindo Jr. e Adriana Esteves (2003)[15]
- “Frisson”, texto e direção de Marcelo Saback, com Françoise Forton, Flávia Monteiro, Cláudio Lins e elenco (2001)[16]